# .pt
.pt – domena internetowa przypisana do Portugalii. Została utworzona 30 czerwca 1988. Zarządza nią Associação DNS.PT.